# Referendum in Estonia del 2003
Il referendum in Estonia del 2003 si tenne il 14 settembre e riguardò l'ingresso del Paese nell'Unione europea.
A seguito dell'esito favorevole del referendum, l'Estonia divenne membro dell'Unione europea a decorrere dal 1º maggio 2004.

## Risultati
| Sì              | 369 657 | 66,83 |  |  |  |  |  |  |
| No              | 183 454 | 33,17 |  |  |  |  |  |  |
| Totale          | 553 111 | 100   |  |  |  |  |  |  |
|                 |         |       |  |  |  |  |  |  |
| Voti non validi | 2 724   | 0,49  |  |  |  |  |  |  |
| Votanti         | 555 835 | 64,06 |  |  |  |  |  |  |
| Elettori        | 867 714 |       |  |  |  |  |  |  |